# Oscar Haffmans (1859-1933)

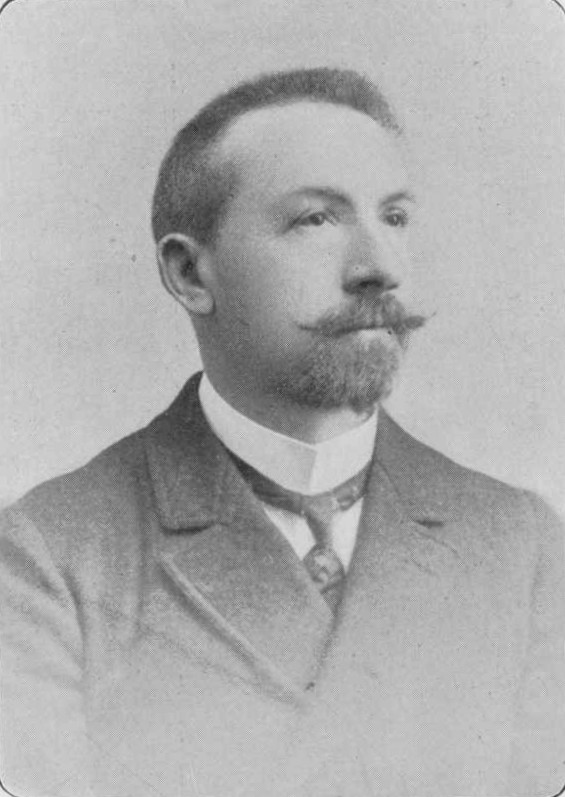
Oscar Haffmans ca. 1913

Oscar Maria Franciscus Haffmans (Helden, 5 september 1859 - aldaar, 2 september 1933) was een Nederlands notaris en lid van de Eerste Kamer der Staten Generaal.
Haffmans bezocht het gymnasium aan het Sint Willibrordus College in Katwijk aan de Rijn en volgde daarna een beroepsopleiding tot notaris in Leiden. In 1890 vestigde hij zich als kandidaat-notaris in zijn geboorteplaats. Namens de RKSP werd hij in 1901 voor het kiesdistrict Venlo gekozen in de Provinciale Staten van Limburg waarin hij tot 1908 zitting had. In datzelfde jaar werd hij gekozen in de Eerste Kamer. Haffmans zou tot 1932 lid blijven van de senaat, waar hij ook een poos voorzitter was van de katholieke fractie.  In 1911 was hij daarnaast gekozen als lid van de gemeenteraad van Helden. Haffmans vervulde daarnaast verschillende bestuursfuncties, waaronder het voorzitterschap van het Limburgs comité tot viering van het zilveren regeringsjubileum van koningin Wilhelmina.
Haffmans was getrouwd met Maria Theresia Adolphina Wibaut, een zuster van Floor Wibaut. Een van zijn kinderen was de latere burgemeester van Aarle-Rixtel en van Nuenen, Gerwen en Nederwetten, Oscar Haffmans.